# Antoine Pinay
Antoine Pinay (Saint-Symphorien-sur-Coise, 30 de dezembro de 1891 – Saint Chamond, 13 de dezembro de 1994) foi um político francês. Ocupou o cargo de primeiro-ministro da França, entre 8 de março de 1952 a 8 de janeiro de 1953.